# Ophidascaris robertsi
Ophidascaris robertsi è un nematode che solitamente parassita i pitoni tappeto. 
Può avere diversi ospiti:
- Morelia spilota
- Alcuni piccoli mammiferi come ospiti intermedi.[3]

C'è un caso segnalato di infezione zoonotica nel cervello di una persona di 64 anni in Australia nel 2023. Esiste un precedente caso segnalato di infezione in un petauro dello zucchero.